# Свято-Димитриевская школа
Свя́то-Дими́триевская шко́ла (автономная некоммерческая организация средняя общеобразовательная школа «Димитриевская») — частная общеобразовательная школа в Москве, на Ленинском проспекте. Была создана в 2003 году. Её учредителем является «Сестричество во имя благоверного царевича Димитрия» Московской епархии Русской Православной Церкви при 1-й Градской больнице Москвы, созданное в 1991 году по благословению Святейшего Патриарха Московского и всея Руси Алексия II. По информации школы, является некоммерческим проектом. АНО СОШ «Димитриевская» имеет государственную лицензию на образовательную деятельность (№033863 от 03.06.2013), а также государственную аккредитацию всех ступеней образования (св-во о государственной аккредитации №011183 от 31.05.2011).
Школа располагается на территории 1-й Градской больницы в Москве.

## О школе
С момента открытия школы ею руководит священник Александр Лаврухин. Духовником школы является настоятель храма святого благоверного царевича Димитрия владыка Пантелеимон (Шатов), епископ Верейский, викарий Святейшего Патриарха Московского и всея Руси.
За годы существования школа получила признание православных родителей, которые приводят каждый год в первый класс не менее, чем в 2,5 — 3 раза больше детей, чем в состоянии вместить классы. Поскольку Свято-Димитриевская школа не может принять на очное обучение всех желающих, с 2019/2020 учебного года в школе действует заочное отделение, где обучаются около 1000 учеников с 1 по 11 класс.
В настоящее время[когда?] в школе обучается более 1000 детей, большинство из них — дети из многодетных семей, во многих из которых воспитываются более 7 детей. Дети учатся по стандартной образовательной программе с углублённым изучением английского языка. Обучение в школе бесплатное (на заочном отделении — для зарегистрированных в Москве и для детей-беженцев). C 2024/25 учебного года в рамках городского проекта «Медицинский класс в московской школе» в школе открыт медицинский класс с углублённым изучением химии и биологии.
В школе существует система дополнительного образования, включающая в себя:
музыкальную школу (фортепиано, скрипка, виолончель, флейта; несколько лет существует школьный камерный оркестр), основанную в 2014 году хоровую студию «Царевич» (шесть хоровых коллективов с участниками от 4 до 17 лет под руководством Евгения Тугаринова), киностудию «Школьный кадр», спортивные кружки (мини-футбол, волейбол, шахматы), занятия по хореографии и декупажу. Кроме того, при школе действует учебный Ломоносовский лагерь, проходящий на ноябрьских каникулах, и летний хоровой лагерь в Крыму.